# Timo Roosen
Timo Roosen (Tilburg, 11 de enero de 1993) es un ciclista profesional neerlandés que desde 2024 corre para el equipo Team Picnic PostNL.

## Palmarés
2013
- 1 etapa del Tour de Berlín

2014
- 1 etapa de la Kreiz Breizh Elites

2017
- 1 etapa del Tour de los Fiordos
- Tacx Pro Classic[2]

2020
- 3.º en el Campeonato de los Países Bajos en Ruta

2021
- Campeonato de los Países Bajos en Ruta

2022
- 1 etapa de la Vuelta a Burgos

## Resultados en Grandes Vueltas
| Carrera | Carrera         | 2014 | 2015 | 2016  | 2017 | 2018  | 2019 | 2020 | 2021 | 2022 | 2023 | 2024 |
| ------- | --------------- | ---- | ---- | ----- | ---- | ----- | ---- | ---- | ---- | ---- | ---- | ---- |
|         | Giro de Italia  | —    | —    | —     | —    | —     | —    | —    | —    | —    | —    | —    |
|         | Tour de Francia | —    | —    | 111.º | Ab.  | 137.º | —    | —    | —    | —    | —    | —    |
|         | Vuelta a España | —    | 95.º | —     | —    | —     | —    | —    | —    | —    | —    | —    |

—: no participa

Ab.: abandono